# 元氣五胞胎
] 错误：{{Lang}}：指定的書寫系統標籤是拉丁字母，但文本第 129 個字元「常」不是拉丁字母。（帮助）
《元氣五胞胎》（日語：ゴーゴー五つ子ら・ん・ど）是2001年到2002年期間在TBS電視播放的原創電視動畫作品。全50回（全96話）。也在講談社《Comic BomBom》連載漫畫版。

## 故事大綱
以東京都品川区豊町戶越銀座為舞台、描述由生日一樣，但臉和身高和性格都不同的五個孩子所發生的瘋狂喜劇故事。
故事發生在東京品川邊上的「戶越銀座」的周邊，一棟中古的建築物裡，住著爸爸、媽媽、就讀於「戶越南小學」的五胞胎兄妹與他們撿來的狗狗......
雖然是出生於同一天的五胞胎，但是無論是容貌、身高、個性、興趣都全然不同。在一起的時候常常都是吵翻天，但是遇到困難時也都會互相幫助。

## 登場人物
森野強強（瀧本富士子(日本)：許雲雲(台灣)）
森野家長男。相當淘氣。有著領導能力並且喜愛在不同個性的弟妹們表現。是個正義感強且愛輕舉妄動的人。夢想成為足球選手。喜歡莉香。是個非常有精神的小淘氣，在五胞胎中具有帶頭的作用雖然非常有正義感，但是平常老是裝出一副輕浮的樣子，將來的夢想是成為足球選手。
森野瑞瑞（結城比呂(日本)：吳文民(台灣)）
森野家次男。是個秀材和用功的人。1年級就會說英文、也會看辭典和小說。還會用電腦。不過不擅長運動。夢想進入東京大學而且成為最年輕諾貝爾獎得主。
超愛讀書有遠大志向的瑞瑞，將來預定要進入東大，然後成為最年輕的諾貝爾獎得主。對一年級升來說很難的英語、字典、小說都沒有問題，但是一講到運動就完全不行。
森野洋洋（神代知衣(日本)：姚敏敏(台灣)）
森野家三男。孩子裡面體格最小的。雖然看起來像是不良少年、當受驚嚇時，頭髮會立起來而變成龐克頭。相當強且很帥氣，也非常有男子氣概。
雖然個子小小的，個性卻很堅強。最嚮往成為冷硬派的男子漢。看起來有點不良的樣子，其實個性很靦腆。
森野美美（水谷優子(日本)：龍顯蕙(台灣)）
森野家長女。擅於說話且早熟。能夠毫不避諱地說出大人會害羞的事情。是孩子裡面最任性的人。喜愛突出。每週會有「美美秀」的表演。
世故又能言善道的小女孩說起話來連大人都要甘拜下風。在五胞胎中最我行我素，也最顯眼。
森野圓圓（荒木香惠(日本)：李明幸(台灣)）
森野家次女。擁有怪力且運動萬能，但實際上是個個性溫柔且愛哭的人。只要哭出來就會相當大聲，誰擋不住。食欲也很旺盛而比其他孩子還要多十倍的食量，所以讓她難以抵擋食物的誘惑。
雖然像擁有超人的精力般運動萬能，但是卻是個愛哭鬼此外，食慾高出其他兄弟姊妹的10倍，對抗食物的誘惑能力等於零。
媽媽（深見梨加(日本)：李明幸(台灣)）
爸爸（大塚芳忠(日本)：李景唐(台灣)）
百合香/野原莉香（倉田雅世(日本)：姚敏敏(台灣)）
強強喜歡的同學。不過本人卻比較喜歡洋洋。
牡丹/小玲（金田朋子(日本)：許雲雲(台灣)）
山邊小彦（熊井統子(日本)：李明幸(台灣)）
めじろ（坂本千夏）
胡桃老師（永田亮子(日本)：姚敏敏(台灣)）
川端巡警（岡田貴之）
校長先生（岩崎浩(日本)：吳文民(台灣)）
小橘（大谷育江(日本)：李明幸(台灣)）
轉學過來的大小姐。由於幼稚園時代被美美弄到失禁而發誓要向她復仇、但卻老是失敗。
夏橘（田中敦子）
八作（緒方賢一）
立花（西川幾雄）
統領（寶龜克壽）
玲玲（小暮英麻(日本)：龍顯蕙(台灣)）
小愛（藪崎衣海）
小六子（くまいもとこ）
森野家的寵物狗。在暴風雨中被撿到而成為森野家的一員。聰明且令人喜愛。特技是能挖出鼴鼠的洞。

## 工作人員
- 企画：村田英憲（EIKEN）、山村俊史 (TBS)
- 製作人：小野辰雄（EIKEN）、丹羽多聞アンドリウ (TBS)
- 文藝：小出一巳、末永光代
- 角色設定：四分一節子
- 總作画監督・配角設定：小林ゆかり
- 色彩設定：森嶌一美
- 美術監督：湖山真奈美
- 音響監督：加藤敏
- 音樂：岩崎琢
- 音樂協力：日音、講談社 月刊「Comic BonBon」
- 攝影監督：岡崎英夫
- 動畫製作人：出崎哲
- 動畫製作：Magic Bus
- 總導演：四分一節子
- 製作：EIKEN、TBS

## 主題曲
- 前期OP「ウルトラメンゴ!!」（作詞・作曲：山本重夫 歌：ピカピカ）
- 後期OP「仲間っていいじゃん!」（作詞・作曲：淳君 編曲：山尾正人 歌：EE JUMP）

## 放映標題
| 話数 | 標題                                | 劇本       | 分鏡                    | 導演           | 作画監督              |
| ---- | ----------------------------------- | ---------- | ----------------------- | -------------- | --------------------- |
| 1    | 雞飛狗跳的開學典禮!?                | 土屋理敬   | 土屋日                  | 土屋日         | 小田仁                |
| 1    | 洋洋和小六子                        | 土屋理敬   | 土屋日                  | 土屋日         | 鈴木伸一              |
| 2    | 圓圓的減重大作戰                    | 市川卓     | 木村隆一                | 木村隆一       | 船塚純子              |
| 2    | 強強的初戀                          | 植田浩二   | 木村隆一                | 木村隆一       | 船塚純子              |
| 3    | 美美的明星試鏡會                    | 末永光代   | 青木雄三                | 高橋滋春       | 小田仁                |
| 3    | 瑞瑞驅鬼記                          | 植田浩二   | 高橋滋春                | 高橋滋春       | 小田仁                |
| 4    | 名偵探洋洋－真正的犯人是誰呢!?      | 土屋理敬   | 早川啓二                | 宮田亮         | 戸田真一              |
| 4    | 圓圓的生日                          | 植田浩二   | 早川啓二                | 宮田亮         | 戸田真一              |
| 5    | 強強是愛神丘比特!                   | 植田浩二   | 前島健一                | 岡嶋国敏       | 氏家章雄              |
| 5    | 美美的母親節大作戰                  | 末永光代   | 岡嶋国敏                | 岡嶋国敏       | 氏家章雄              |
| 6    | 第一次看家                          | 土屋理敬   | いわもとやすお          | いわもとやすお | 渡辺章                |
| 6    | 瑞瑞的相撲大賽                      | 市川卓     | いわもとやすお          | いわもとやすお | 渡辺章                |
| 7    | 熱鬧無比的遠足活動                  | 末永光代   | 土屋日                  | 土屋日         | 村上勉                |
| 7    | 到爸爸的公司去!                     | 土屋理敬   | 青木雄三                | 土屋日         | 村上勉                |
| 8    | 美美的獨家新聞!                     | 植田浩二   | 太田垣洋                | 小高義規       | 宇田川義則            |
| 8    | 可怕的牙醫生                        | 市川卓     | 太田垣洋                | 小高義規       | 船塚純子              |
| 9    | 瑞瑞的美人魚算命                    | 土屋理敬   | 高橋滋春                | 高橋滋春       | 鈴野貴一              |
| 9    | 媽媽是童話作家!?                    | 末永光代   | 前島健一                | 高橋滋春       | 進藤満尾              |
| 10   | 美美要跨國結婚了?                   | 植田浩二   | 原博                    | 宮田亮         | 五月女浩一朗          |
| 10   | 送給爸爸神秘的禮物                  | 土屋理敬   | 原博                    | 宮田亮         | 戸田真一              |
| 11   | 我們的游泳課!                       | 植田浩二   | 土屋日                  | 上野史博       | 望月謙                |
| 11   | 加油啊！老虎隊                      | 市川卓     | 上野史博                | 上野史博       | 小田仁                |
| 12   | 強強離家出走了                      | 土屋理敬   | いわもとやすお          | いわもとやすお | 渡辺章                |
| 12   | 圓圓當了一天的媽媽                  | 末永光代   | いわもとやすお          | いわもとやすお | 渡辺章                |
| 13   | 名偵探洋洋－看不見的怪盜!?          | 土屋理敬   | 高橋滋春                | 高橋滋春       | 小林ゆかり            |
| 13   | 美美的明星之路!                     | 末永光代   | 青木雄三                | 高橋滋春       | 鈴野貴一              |
| 14   | 圓圓的大胃王比賽!                   | 市川卓     | 細谷秋夫                | 細谷秋夫       | 松崎一                |
| 14   | 糟了！爸爸和媽媽吵架了              | 土屋理敬   | 細谷秋夫                | 細谷秋夫       | 松崎一                |
| 15   | 瑞瑞想要自己的房間!                 | 近藤真智子 | 土屋日                  | 土屋日         | 鈴木伸一              |
| 15   | 元氣五胞胎第一次坐飛機              | 土屋理敬   | 森田浩光                | 土屋日         | 進藤満尾              |
| 16   | 元氣五胞胎北海道大冒險 1!!          | 土屋理敬   | 早川啓二                | 花井信也       | 戸田真一              |
| 16   | 元氣五胞胎北海道大冒險 2!! つづき   | 土屋理敬   | 早川啓二                | 花井信也       | 五月女浩一朗          |
| 17   | 強強要打破新記錄!!                  | 市川卓     | 森田浩光                | 高橋滋春       | 氏家章雄              |
| 17   | 美美的恐怖照片!?                    | 末永光代   | 高橋滋春                | 高橋滋春       | 小田仁                |
| 18   | 警察叔叔展開愛的訓練!               | 市川卓     | いわもとやすお          | いわもとやすお | 土信田和幸            |
| 18   | 酷夏的聖誕老公公                    | 末永光代   | いわもとやすお          | いわもとやすお | 鈴木伸一              |
| 19   | 小六子的話                          | 末永光代   | 青木雄三                | 上野史博       | 小林ゆかり            |
| 19   | 大驚奇！美美的主人                  | 末永光代   | 前島健一                | 熨戸谷充孝     | 鈴野貴一              |
| 20   | 美美的颱風警報!                     | 土屋理敬   | 細谷秋夫                | 細谷秋夫       | 石田啓一              |
| 20   | 媽媽的暑假                          | 末永光代   | 細谷秋夫                | 細谷秋夫       | 石田啓一              |
| 21   | 強強的情敵!?                        | 土屋理敬   | 森田浩光                | 高橋滋春       | 進藤満尾              |
| 21   | 洋洋的順手牽羊事件                  | 土屋理敬   | 高橋滋春                | 高橋滋春       | 氏家章雄              |
| 22   | 吹牛王曾祖父來囉!                   | 末永光代   | 早川啓二                | 花井信也       | 五月女浩一朗          |
| 22   | 小六子的約會                        | 土屋理敬   | 早川啓二                | 花井信也       | 戸田真一              |
| 23   | 美美離家出走?                       | 末永光代   | 細谷秋夫                | 土屋日         | 鈴木伸一              |
| 23   | 小六子的狗兒選手權                  | 末永光代   | 土屋日                  | 土屋日         | 小林ゆかり            |
| 24   | 強強射門成功!!                      | 市川卓     | いわもとやすお          | 熨戸谷充孝     | 氏家章雄              |
| 24   | 名偵探洋洋V.S美美                   | 末永光代   | いわもとやすお          | 上野史博       | 土信田和幸            |
| 25   | 愛的交通安全                        | 末永光代   | 土屋日                  | 高橋滋春       | 鈴野貴一              |
| 25   | 橘子是美美的好朋友!                 | 西園悟     | 細谷秋夫                | 高橋滋春       | 進藤満尾              |
| 26   | 美美尋找哈姆太郎!                   | 末永光代   | 北里陽                  | 岡嶋国敏       | 村上勉                |
| 26   | 瑞瑞最討厭運動會                    | 末永光代   | いわもとやすお          | 岡嶋国敏       | 村上勉                |
| 27   | 玲玲的初吻!                         | 中村能子   | 細谷秋夫                | 土屋日         | 小林勝利              |
| 27   | 橘子的豪華報仇舞會                  | 西園悟     | 土屋日                  | 土屋日         | 鈴木伸一              |
| 28   | 圓圓的青蛙大冒險                    | 待田堂子   | 早川啓二                | 花井信也       | 戸田真一              |
| 28   | 爸爸的情人?                         | 福田裕子   | 高橋滋春                | 花井信也       | 五月女浩一朗          |
| 29   | 小愛上電視表演跳舞!?                | 中村能子   | 細谷秋夫                | 高橋滋春       | 氏家章雄              |
| 29   | 美美的約會大作戰!                   | 土屋理敬   | 北里陽                  | 高橋滋春       | 進藤満尾              |
| 30   | 美美和橘子爭奪灰姑娘的演出機會 1‧2! | 西園悟     | 三家本泰美              | 三家本泰美     | 木下ゆうき            |
| 31   | 洋洋離家出走!                       | 土屋理敬   | いわもとやすお          | いわもとやすお | 土信田和幸            |
| 31   | 強強要考一百分!                     | 福田裕子   | 高橋滋春                | 高橋滋春       | 鈴野貴一              |
| 32   | 森野家搶救貧窮大作戰!               | 末永光代   | 栗本宏志                | 五十嵐達也     | 村上勉                |
| 32   | 最棒的生日                          | 中村能子   | 殿勝秀樹                | 殿勝秀樹       | 村上勉                |
| 33   | 圓圓的大胃王比賽!                   | 末永光代   | 細谷秋夫                | 土屋日         | 小林勝利              |
| 33   | 胡桃老師的秘密情人                  | 福田裕子   | 土屋日                  | 土屋日         | 氏家章雄              |
| 34   | 任性的星星王子 1‧2                  | 末永光代   | 細谷秋夫 いわもとやすお | 花井信也       | 五月女浩一朗 戸田真一 |
| 35   | 美美和橘子的電影處女秀 1‧2          | 西園悟     | 高橋滋春                | 高橋滋春       | 進藤満尾 鈴木伸一     |
| 36   | 美美收到神秘的情書                  | 中村能子   | 三家本泰美              | 三家本泰美     | 木下ゆうき            |
| 36   | 五胞胎變成聖誕老公公!?              | 土屋理敬   | 三家本泰美              | 三家本泰美     | 木下ゆうき            |
| 37   | 被詛咒的房子                        | 末永光代   | いわもとやすお          | いわもとやすお | 小林勝利              |
| 37   | 瑞瑞的樂透彩券大騷動                | 中村能子   | いわもとやすお          | いわもとやすお | 小林勝利              |
| 38   | 尋找德川家康的寶藏!                 | 福田裕子   | 殿勝秀樹                | 五十嵐達也     | 村上勉                |
| 38   | 小橘家的新年升官圖大會              | 西園悟     | 殿勝秀樹                | 殿勝秀樹       | 村上勉                |
| 39   | 含淚告別！再見了美美                | 末永光代   | 北里陽                  | 土屋日         | 進藤満尾              |
| 39   | 洋洋的成人式!?                      | 中村能子   | 土屋日                  | 土屋日         | 小林ゆかり            |
| 40   | 花花公子洋洋!                       | 末永光代   | 細谷秋夫                | 花井信也       | 戸田真一              |
| 40   | 女人戰爭！雪中存亡遊戲              | 福田裕子   | 細谷秋夫                | 花井信也       | 五月女浩一朗          |
| 41   | 美美的初吻大作戰!                   | 中村能子   | 高橋滋春                | 高橋滋春       | 鈴野貴一              |
| 41   | 森野家的大災難!?                    | 土屋理敬   | 土屋日                  | 高橋滋春       | 小林勝利              |
| 42   | 超級美髮師美美!?                    | 土屋理敬   | 三家本泰美              | 三家本泰美     | 木下ゆうき            |
| 42   | 洋洋制裁愛欺負人的小孩!             | 末永光代   | 三家本泰美              | 高橋滋春       | 進藤満尾              |
| 43   | 情人節的大騷動 1‧2!!                | 土屋理敬   | いわもとやすお          | いわもとやすお | 土信田和幸 進藤満尾   |
| 44   | 小橘逃出大雪山!                     | 西園悟     | 殿勝秀樹                | 五十嵐達也     | 村上勉                |
| 44   | 夢幻雪男V.S瑞瑞                     | 土屋理敬   | 殿勝秀樹                | 殿勝秀樹       | 村上勉                |
| 45   | 誰才是主角-瑞瑞V.S美美              | 市川卓     | 土屋日                  | 土屋日         | 鈴木伸一              |
| 45   | 尋找魔術猴的媽媽                    | 福田裕子   | 細谷秋夫                | 土屋日         | 小林ゆかり            |
| 46   | 小橘離家出走                        | 末永光代   | 前島健一                | 花井信也       | 戸田真一              |
| 46   | 美美的戀愛醜聞                      | 末永光代   | 高橋滋春                | 花井信也       | 五月女浩一朗          |
| 47   | 名偵探對決-洋洋V.S美美              | 市川卓     | 細谷秋夫                | 高橋滋春       | 鈴木伸一              |
| 47   | 強強的白色情人節                    | 中村能子   | 櫻井美知代              | 高橋滋春       | 鈴野貴一              |
| 48   | 瑞瑞的愛情大作戰!                   | 末永光代   | いわもとやすお          | いわもとやすお | 土信田和幸            |
| 48   | 再見了，強強和小彥的友情!!          | 中村能子   | いわもとやすお          | いわもとやすお | 進藤満尾              |
| 49   | 小橘要轉學了!                       | 西園悟     | 土屋日                  | 土屋日         | 小林ゆかり            |
| 49   | 愛的最後一球                        | 土屋理敬   | 大宅光子                | 土屋日         | 鈴木伸一              |
| 50   | 美美的相親烏龍會!                   | 末永光代   | 高橋滋春                | 花井信也       | 五月女浩一朗          |
| 50   | 再見了，小六子                      | 土屋理敬   | 四分一節子              | 花井信也       | 戸田真一              |